# Nadejda Talanova
Nadejda Talanova (n. 17 aprilie 1967, Kizner⁠(d), RSFS Rusă, URSS) este o biatlonistă ce a reprezentat Rusia, medaliată olimpică. A participat la o ediție a Jocurilor Olimpice (1994) în care a câștigat o medalie de aur.

## Participări
Lista de mai jos prezintă principalele competiții la care a participat Nadejda Talanova de-a lungul carierei.
- biathlon at the 1994 Winter Olympics – women's relay[*]